# بيت قاطر (أرحب)

تعديل مصدري - تعديل

بيت قاطر هي إحدى قرى عزلة بني مرة بمديرية أرحب التابعة لمحافظة صنعاء، بلغ تعداد سكانها 395 نسمة حسب تعداد اليمن لعام 2004.